# Chiesa di Santa Margherita (Sant'Ilario d'Enza)
La chiesa di Santa Margherita Vergine e Martire è la parrocchiale di Calerno, frazione di Sant'Ilario d'Enza, in provincia di Reggio Emilia e diocesi di Reggio Emilia-Guastalla; fa parte del vicariato della Val d'Enza.

## Storia
La prima citazione di una chiesa a Calerno, dipendente dalla pieve di Sant'Ilario d'Enza, risale al 1233. 
L'attuale parrocchiale, a tre navate, venne edificata nel 1683 su progetto di Giovanni Martelli. Nel 1735 fu realizzato l'altare maggiore e, nel 1821, si deliberò che la parrocchia di Calerno passasse dalla diocesi di Parma a quella di Reggio Emilia, ma tale disposizione fu effettiva solo dal 1828. Nel 1863 l'edificio fu allungato di otto metri e, nel 1882, venne eretto il nuovo campanile. 
La chiesa fu consacrata il 29 settembre 1907 dal vescovo Arturo Marchi. Negli anni quaranta del Novecento venne ingrandito il transetto, nel 1950 costruita la sagrestia e, tra il 1997 e il 1999, restaurato il complesso.